# 哈尔姆斯塔德市镇
哈尔姆斯塔德市镇（瑞典語：Halmstads kommun）是瑞典西海岸哈兰省的一个市镇。其治所位于哈尔姆斯塔德。